# نهى داوود

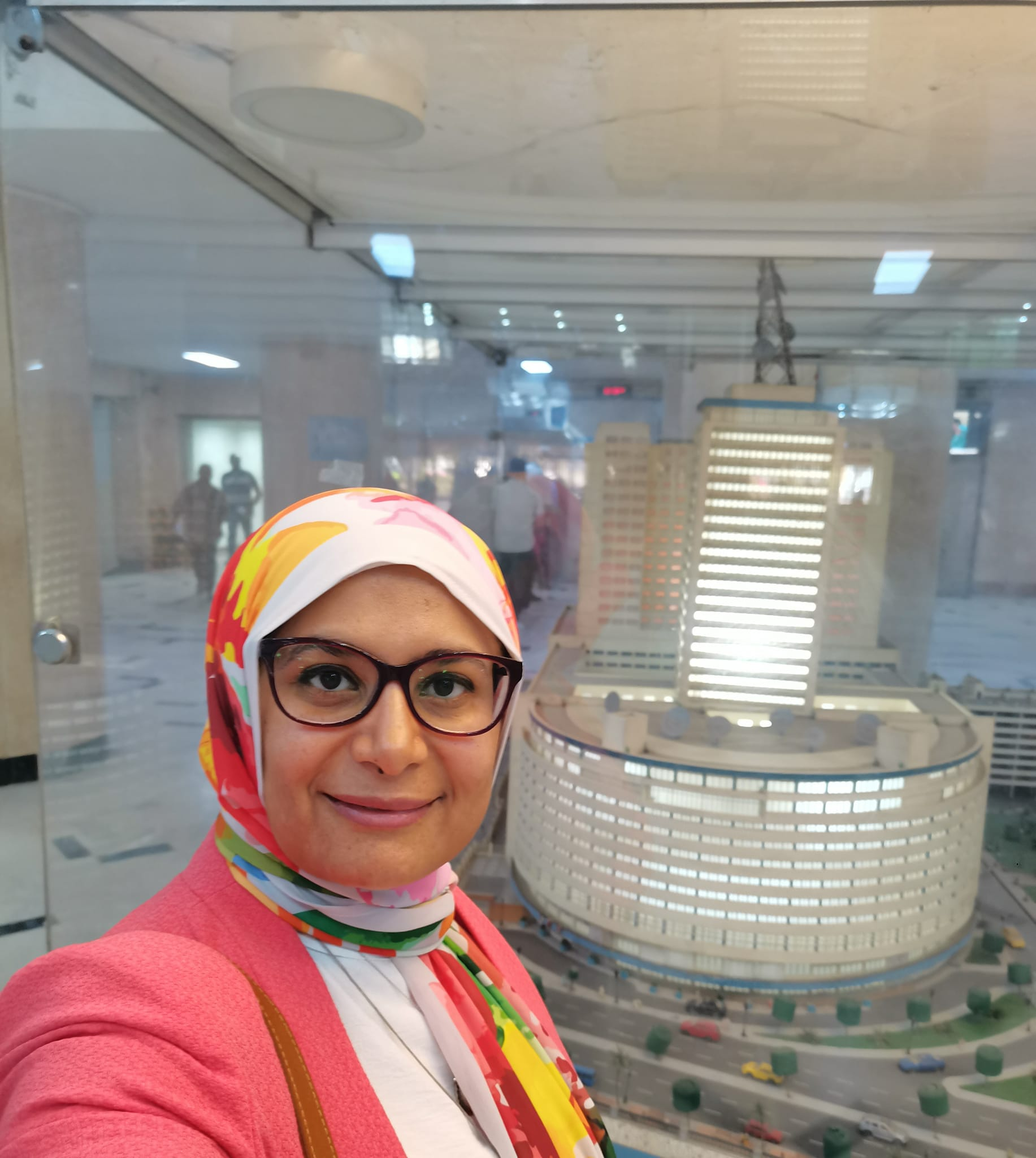

نهى داوود كاتبة مصرية من مواليد عام 1975، وتخصّصت في كتابة الأدب البوليسي.

## حياتها
وُلدت نُهى داوود في مدينة لندن بالمملكة المتحدة عام 1975، ودرست الهندسة، ثم عملت لفترة طويلة من الزمن بعد تخرجها من الجامعة في مجال هندسة الاتصالات والإلكترونيات في شركة مصر للطيران، قبل أن تتجه لاحتراف الكتابة، فاشتهرت بكتابة الروايات ذات الطابع البوليسي، وصدرت أولى أعمالها الروائية في عام 2019.

## أعمالها ومؤلفاتها
كتبت نهى داوود العديد من المؤلفات والروايات التي غلب عليها الطابع البوليسي، ومنها: 
- جريمة في الفندق: رواية صدرت خلال معرض القاهرة الدولي للكتاب عام 2019 عن دار كتبنا للنشر والتوزيع بالقاهرة.
- مشهد سيما: رواية صدرت عام 2019 عن دار كتبنا للنشر والتوزيع بالقاهرة.
- رضا: رواية صدرت عام 2020 عن دار كتبنا للنشر والتوزيع بالقاهرة.
- جريمة في ليلة ممطرة: رواية صدرت عام 2020 عن دار تويا للنشر والتوزيع بالقاهرة.
- جريمة السيدة هـ: رواية صدرت خلال معرض القاهرة الدولي للكتاب عام 2021 عن دار تويا للنشر والتوزيع بالقاهرة.
- جريمة العقار 47: رواية صدرت في يناير 2022 عن الدار المصرية اللبنانية للنشر والتوزيع ببيروت.
- جثتين والثالثة عند قدمي: رواية صدرت في يناير 2022 عن الدار المصرية اللبنانية للنشر والتوزيع ببيروت.
- دماء على السجادة الحمراء: رواية صدرت في يناير 2024 عن الدار المصرية اللبنانية للنشر والتوزيع ببيروت.[5]
- ذبابة زرقاء: رواية صدرت خلال معرض القاهرة الدولي للكتاب عام 2025 عن الدار المصرية اللبنانية للنشر والتوزيع ببيروت.[6]

## وصلات خارجية
- صفحة الكاتبة على موقع جود ريدز
- صفحة الكاتبة على موقع أبجد